# トゥデラ
トゥデラ（スペイン語: Tudela）は、スペイン・ナバラ州のムニシピオ（基礎自治体）。バスク語名はトゥテラ（バスク語: Tutera）。

## 地理
人口の点では州都パンプローナに次いでナバラ州第2の都市である。エブロ川谷内に位置している。鉄道の2路線がトゥデラを通っており、AP-68号線とAP-15号線という2本の高速道路がトゥデラ郊外で交差している。トゥデラはナバラ州南部の農業地帯であるリベラ・ナバーラ（Ribera Navarra）の中心地である。

## 歴史

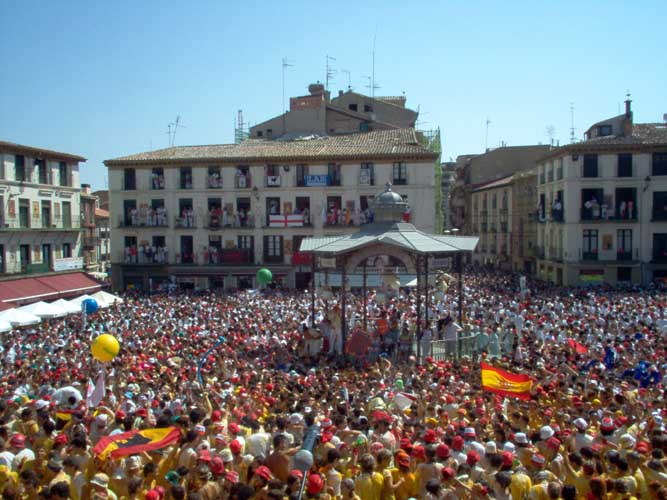
ヌエバ広場での祭り

トゥデラ一帯には、少なくとも古代ローマ時代から人が定住していた。一般的には、コルドバの太守アブドゥル・ラフマーン1世が治めていた802年にトゥデラができたといわれている。9世紀初め、エブロ河岸にある場所としてトゥデラの戦略的重要性は歴史的・政治的環境によって増した。ムラディ（en。アル・アンダルス時代、イスラム教に改宗していたイベリア半島出身者を指す）のバヌー＝カシ家が本拠地を置いていた。町はイスラム教徒によって、パンプローナのキリスト教徒に対する戦闘の拠点となっていた。のちにトゥデラは、カスティーリャ王国、アラゴン王国と戦う上でのナバラ王国の重要な防衛拠点となっていった。
1119年、アラゴン王アルフォンソ1世のもとでトゥデラが征服されたとき、3つの異なる共同体が暮らしていた。イスラム教徒、モサラベ、ユダヤ教徒である。征服の結果、共同体の関係に緊張があらわれた。イスラム教徒らは町を囲む城壁の外に住むことを強いられ、それ故にユダヤ人は城壁内に住み続けることができた。異なる文化の共存は、重要な中世文学者を生み出したトゥデラの評判に反映された。
この地で過ごしたナバラ王にサンチョ7世がいる。1212年のナバス・デ・トロサの戦いでイスラム教のムワッヒド朝に勝利した後、健康が悪化した彼はこの地で隠棲、1234年に亡くなるまでトゥデラの山城に閉じこもった。
ユダヤ人は1498年に町から消えた（スペインの他地域よりわずかに後にナバーラからユダヤ人追放が行われた）。イスラム教徒とモリスコ（レコンキスタ時代にイスラム教からキリスト教に改宗した人々）は、1516年と1610年に各自追放された。市内には、イスラムに影響を受けた建築がいまも姿を残している。その様式をスペイン人はムデハル様式という。しかしトゥデラ第1のモスクであった建物は1121年に教会へ転用され、12世紀終わりからサンタ・マリーア・デ・トゥデラ大聖堂の建設が始められた。トゥデラ大聖堂は、プエルタ・デル・フイシオ（Puerta del juicio、最後の審判）といったロマネスク建築の顕著な例を示している。一部、ゴシック様式の影響を受けた物と、バロック要素の加えられた建物もある。
1808年11月23日、ナポレオン・ボナパルトの元帥ジャン・ランヌはスペイン独立戦争でのトゥデラの戦いで勝利した。17世紀終わり、新たな公の広場がつくられた。ヌエバ広場またはロス・フエロス広場と呼ばれ、市の中心部となっていった。鉄道駅は1861年に建設され、ともに農業革命が起きた結果、市の拡大の新たな時代を迎える結果となった。

## ユダヤ人のトゥデラ
トゥデラは、かつてのナバーラ王国における最重要そして最古のケヒッラーであった。

### キリスト教支配下における共同体の組織

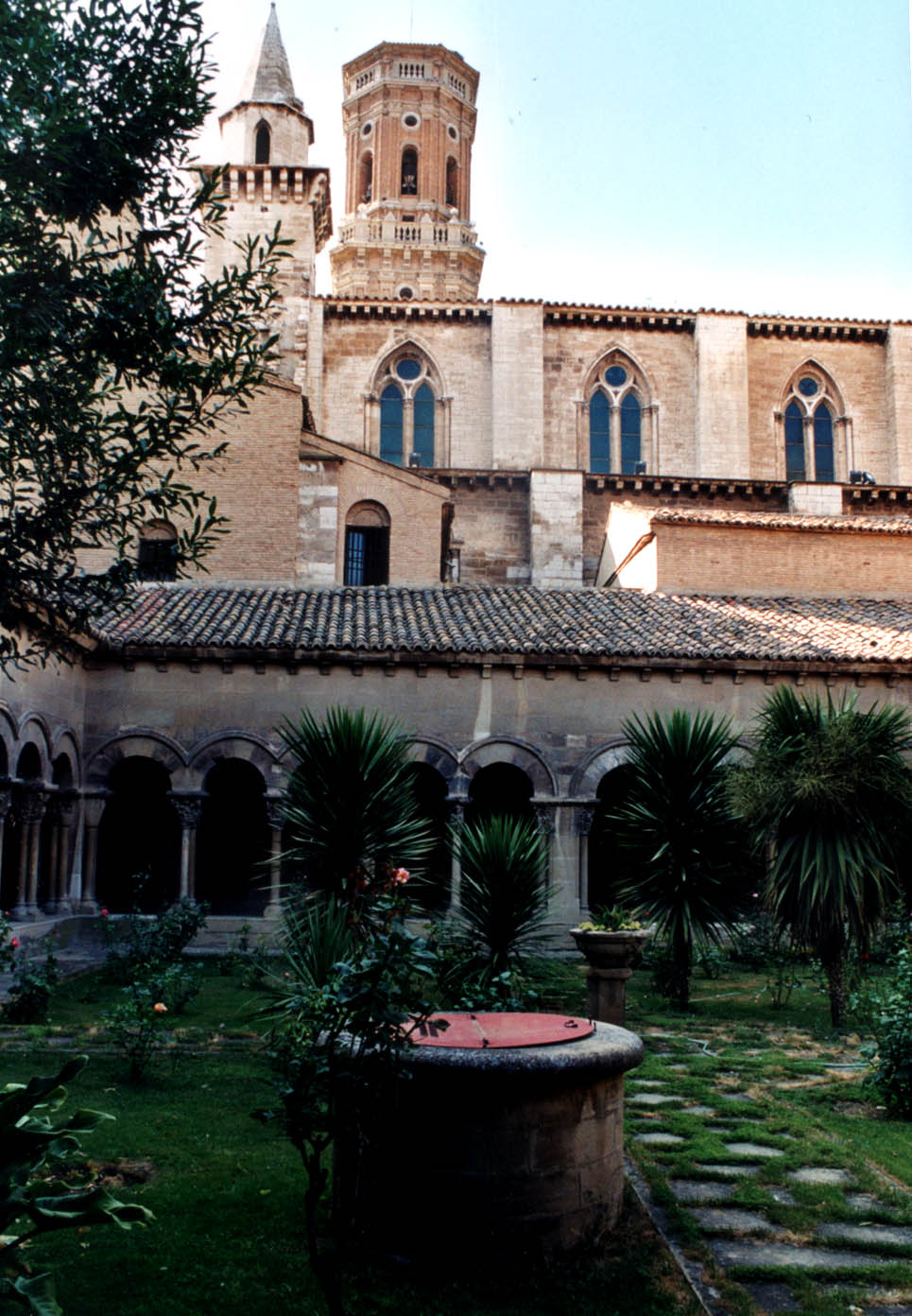
かつてモスクであったサンタ・マリーア・デ・トゥデラ大聖堂

アルフォンソ1世が1114年にイスラム教徒からトゥデラを奪った時、町には数多くのユダヤ人が暮らしていた。事実、トゥデラ出身としてよく知られているユダヤ人の数名は、イスラム教徒支配時代に生まれており、ベニヤミン・デ・トゥデラはキリスト教徒による征服後すぐに生まれたとされている。
ユダヤ人は、1115年に征服者によって与えられたフエロ（特権）には満足しなかった。そして自分たちの安全が脅かされていると疑っていた。彼らは移住を決めた。アルフォンソ1世の特別な要請と彼の約束において唯一、彼らはナヘラの自治権によく似た自治権を授けられてしかるべきで、そうしてユダヤ人は満足してとどまった。彼らはキリスト教徒の憎悪のせいで迫害を受け続け、王に対して彼らは『もしこの侮辱が指摘されなかったら自分たちは市から去るほかない。』と訴えた。そこで、ナバーラ王サンチョ6世は1170年に、アルフォンソが彼らに授けていた全ての権利を認証した。このより大きな安全のために、彼はアルハマ（Aljama、キリスト教徒統治下でのイスラム及びユダヤ教徒の自治権に関する公の記録）として城の周辺を彼らに割り当てた。王は彼らに免税特権を与え、彼らは自分たちの防備区画を維持できた。王は、かつてのフデリーア（Judería）内にあるユダヤ人の住居を自由に売買することを禁じた。そして王は市郊外にユダヤ人墓地をつくることを許可した。王は、ユダヤ人の合法的な地位の規則内で、寛容を見せたのである。
ユダヤ人街内では、大小のシナゴーグがあった。ユダヤ人共同体は独自の行政本部（2人の長と、レヒドロスと呼ばれる20人の議員からなる）をもっていた。彼らは、罰則を課したり、共同体の構成員から追放したり、破門を宣告するという新たな法令を作成した。1359年、トゥデラのユダヤ人らは、ナバーラ王カルロス2世の代理で彼の実弟にあたるルイス王子に、嘆願を出した。彼らの信仰規則を冒した者を懲らしめる許しがほしいというのであった。法令は1363年3月、共同体の議員たちによって脅迫者と中傷者を強圧に処遇することが決められた。この法令は、贖罪の日に全シナゴーグで公に読み上げられた。そして1400年、40年の期間を経て刷新された（法令はカイザーリンクの著作の中でも与えられている。l.c. pp. 206 et seq.）。

### ユダヤ人の職業と経済活動
トゥデラのユダヤ人らは最も多様な職業に従事していた。彼らは穀物、羊毛、衣類などをイスラム支配下で奴隷として商っていた。エブロ河岸の製革所使用のため王に年35スエルドスを支払うよう強いられた製革業者がいた。ユダヤ人製靴業者と金銀細工職人は、特別な市場では出店しており、彼らは1269年にはナバーラ王テオバルド2世へ1,365スエルドスを支払っている。彼らは自前のモタラフラ（motalafla）または検量所をもち、そこで重さと長さを公式に計量するよう命じられていた。彼らは貸金業も行っていた。例として、貸金業者であるアブリタス家のホセフとエスメルは大きな商家を構えていた。さらに税金の請負も自身で行った。バコ家のソロモンとヤコブ、そしてエスメル・ファラケラは徴税人であり、ナタン・ハバイは徴税官長であった。

### 学者
トゥデラは数多くのユダヤ学者の出生地または居住地であった。そのうちで最も有名なのは、12世紀の旅行家ベニヤミン・デ・トゥデラである。彼の旅行記のいくつかは数カ国語に翻訳され、いまも価値の高い歴史文献となっている。カイイム・ベン・サムエル（"Tzeror ha-Chayyim"の作者）、シェム＝トブ・ベン・イサーク・シャプルート（哲学者・弁証者）といった人々は、トゥデラ生まれのミニル家で学んでいる。カバラー学者のアブラハム・アブラフィアは幼年時代をトゥデラで過ごした。
トゥデラ生まれのラビでは、ホエル・イブン・シュアイーブ（修養談と聖書解釈の著作を残す）と、14世紀に活躍したシャスダイ・ベン・ソロモンがいる。学者・詩人のイェフダ・ハレヴィは、一部の文献ではトレド生まれとされるが、おそらくトゥデラの生まれであろう。いずれにせよ彼の出生地であるトゥデラノス（Tudelanos）は彼にちなみ広場の名としたのである。文献によって違うが、アブラハム・イブン・エズラはトゥデラかトレドの生まれであるが、ウィキペディアではトレドを採用している。彼は詩人、文法学者、数学者、天文学者として有名であった。彼にちなんで月のクレーターの名アベンエズラがつけられた。

### ユダヤ人医師
ユダヤ人医師ホセフとモーゼス・アベン・サムエルを侍医としていた祖父同様、ナバーラ王サンチョ6世もソロモンという名の侍医をもっていた。彼は王国全土で男爵の地位を授けられたのみならず、トゥデラ近郊の2つの村に農地とブドウ畑を与えられた。さらに、1193年、サンチョ6世は亡くなる1、2ヶ月前、ソロモンにアルバサレス門近くの浴場の所有権を与えていた。

### 経済の衰退
1363年には500世帯を数えたトゥデラのユダヤ人は、270世帯に減った。王によって重税を課せられたためだった。1346年以降年2,000リーヴルが課せられ、1375年には3,382リーヴルとなった。それに加え、ユダヤ人は時折補助金を払わねばならなかった。カスティーリャとの戦争の結果と、1379年、1380年に起きた黒死病の猛威のため共同体は1386年まで人口が減り続けた。1386年には辛うじて200世帯であった。残ったユダヤ人らは非常に貧しく、税をとりたてることができないほどだった。

### 洗礼か追放かの選択
1235年2月、トゥデラは政府に対する反乱の舞台となった。多くのユダヤ人が負傷し、一部は民衆の憤怒の犠牲となった。平和が戻ったのは、テオバルド1世と市議会の条約があった間だけだった（Kayserling, l.c. pp. 200 et seq.）。 
1321年の羊飼い十字軍（en）がトゥデラを巻き込んだ。およそ30,000人のどん欲な殺人者らがトゥデラのユダヤ人を求め、その多くを殺害した。そのすぐ後、500人（または300）がユダヤ人を驚愕させようと試みた。彼らは待ち伏せしていた騎士によって成敗された。この危機からユダヤ人を避難させるため、摂理への感謝の気持ちから、裕福なユダヤ人らは迫害で傷ついた同じユダヤ教徒の状況を緩和すべく努力した。彼らは、穀物と油を石造りの住宅へ集め、3年もの間貧しいユダヤ人らを支援した。1328年の大迫害の間、6,000人のユダヤ人がナバラで死に追いやられた。そのうちトゥデラのユダヤ人は逃げなかった。
1492年、アルハンブラの法令（en）により、カスティーリャ女王イサベルとアラゴン王フェルナンドは自分たちの領土内からユダヤ人を追放した。トゥデラのユダヤ人人口は、スペイン各地からの避難民が到着したことで増加した。
1498年、カトリック両王の影響下にあるナバーラ王フアン3世は全ユダヤ人に対し、キリスト教の洗礼を受けるか、ナバーラを去るかの勅命を出した。トゥデラでは、180世帯が洗礼を受けた。改宗者はコンベルソと呼ばれ、マラーノ（隠れユダヤ教徒）ではないかと疑われた。彼らの多くは数年ののちにフランスへ移住していった。コンベルソたちの名前はラ・マンタと呼ばれた大名簿の中に載せられて発行された。サンタ・マリーア・デ・トゥデラ大聖堂の本堂内にコンベルソらの名が晒された。トゥデラでは、現在も公文書の中にヘブライ語文書を一部保存している。そしてユダヤ人共同体と関連した建物がいまも残っている。

## 文化
聖母マリアの母である聖アンナにちなむサンタ・アナ祭で知られる。祭りは7月24日の正午に始まり、週のほとんど続けられる。ストリート・ミュージック、闘牛、エンシエロ（牛追い）がこの祭りの中心となる行事である。

### 観光

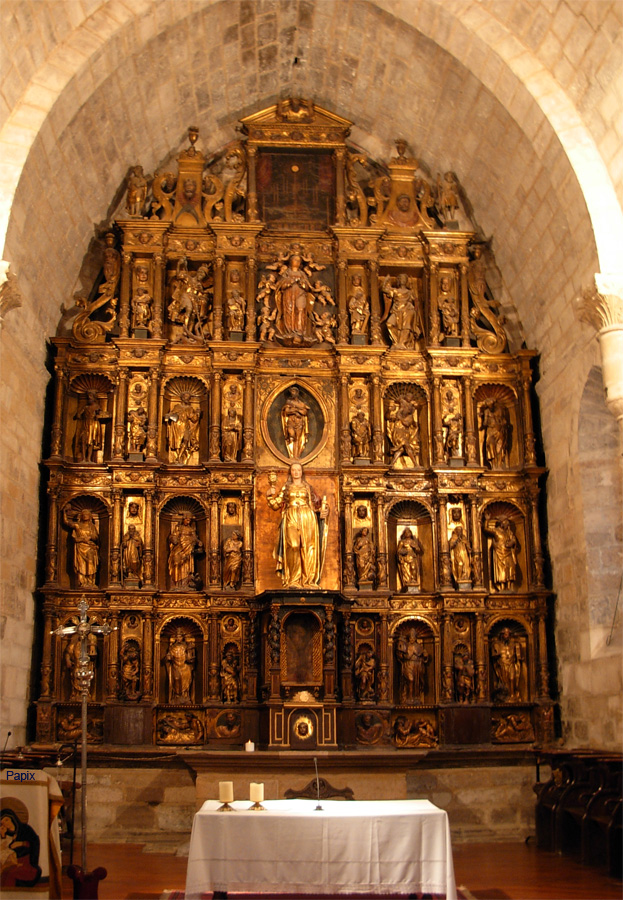
サンタ・マリーア・マグダレーナ教会の祭壇

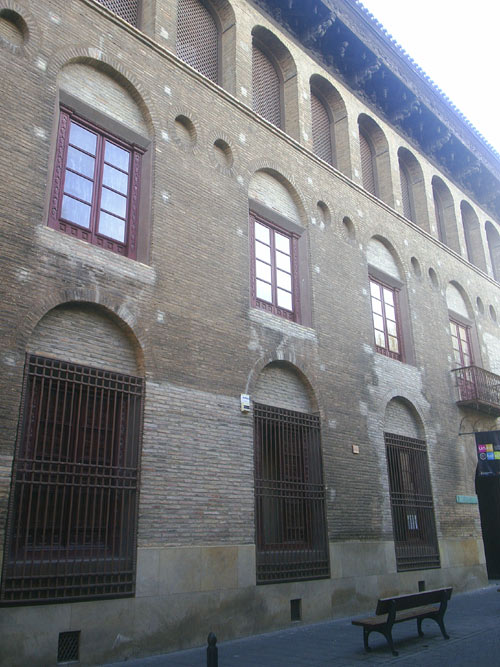
サン・アドリアン侯邸宅

- サンタ・マリーア・デ・トゥデラ大聖堂　-　もとはモスクだった大聖堂。内装はロマネスク様式とゴシック様式。
- サンタ・マリーア・マグダレーナ教会（スペイン語版）　-　12世紀。モサラベ様式。
- サン・アドリアン侯邸宅　-　現在はスペイン国立通信教育大学(UNED)が使用している。
- ウアルテ侯邸宅　-　現在はトゥデラ市立図書館が入っている。

## 教育
- ナバーラ州立大学
- スペイン国立通信教育大学(UNED)

## 出身者
- アル＝トゥティリ
- トゥデラのベンヤミン - 旅行家。
- ギリェム・デ・トゥデラ - 13世紀の著述家。
- アブラハム・イブン・エズラ - トゥデラ出身だとされる学者。
- イェフダ・ハレヴィ - 詩人、哲学者。
- フェルナンド・レマーチャ - 作曲家。
- ホセ・ラファエル・モネオ - 建築家。
- マリア・バーヨ - ソプラノ歌手。
- イスマエル・ウルサイス - サッカー選手。

## 姉妹都市
- モレオン＝リシャール、フランス
- モン＝ド＝マルサン、フランス
- ティベリア、イスラエル